# ISO 14579
ISO 14579 er en ISO standard for en Bolt med Indvendig Torx.
En bolt ISO 14579 er en af de mest brugte bolte inden for befæstelse området.
| Gevind     | M 2 | M 2.5 | M 3 | M 4 | M 5 | M 6 | M 8 |
| ---------- | --- | ----- | --- | --- | --- | --- | --- |
| Længde dk: | 3.8 | 4.5   | 5.5 | 7   | 8.5 | 10  | 13  |
| Bredde k:  | 2   | 2.5   | 3   | 4   | 5   | 6   | 8   |
| ISR:       | T6  | T8    | T10 | T20 | T25 | T30 | T45 |
| Bredde b:  | 16  | 17    | 18  | 20  | 22  | 24  | 28  |

| Gevind     | M 10 | M 12 | M 14 | M 16 | M 18 | M 20 |
| ---------- | ---- | ---- | ---- | ---- | ---- | ---- |
| Længde dk: | 16   | 18   | 21   | 24   | 27   | 30   |
| Bredde k:  | 10   | 12   | 14   | 16   | 18   | 20   |
| ISR:       | T50  | T55  | T60  | T70  | T80  | T90  |
| Bredde b:  | 32   | 36   | 40   | 44   | 48   | 52   |